# Ambika-Mata-Tempel (Jagat)

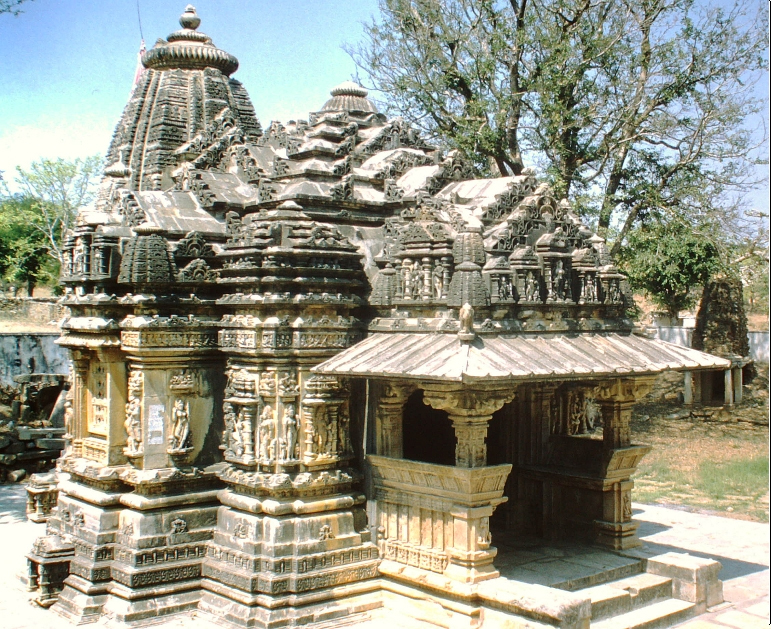
Ambika-Mata-Tempel in Jagat (Rajasthan)

Der Ambika-Mata-Tempel (auch Jagat-Tempel) in der Kleinstadt Jagat knapp 40 Kilometer südöstlich von Udaipur im Bundesstaat Rajasthan gehört zu den besterhaltenen mittelalterlichen Tempelbauten im Norden Indiens.

## Tempel

### Weihe
Der Tempel ist der als hilfreich und gütig angesehenen Göttin Ambika (Sanskrit: अम्बिका ambikā = „Mutter“) geweiht, die – als Aspekt der Göttin Durga oder Devi – in weiten Teilen Indiens verehrt wird. Ambika/Durga gilt der Überlieferung nach als Geschöpf aller Götter, was an ihren Attributen bzw. Waffen erkennbar ist; meist wird sie jedoch im weitesten Sinne dem shivaitischen Götterkreis zugeordnet.

### Baugeschichte
Am Tempel selbst wurden mehrere kurze Inschriften gefunden, von denen eine sich auf eine Reparatur im Jahre 960/1 bezieht. Aufgrund dieser Datumsangabe und des ausgereiften Figurenstils ist folglich davon auszugehen, dass der Tempel in der 1. Hälfte des 10. Jahrhunderts errichtet wurde. Über den oder die Auftraggeber ist nichts bekannt; allein schon aus finanziellen Gründen muss es sich um (eine) hochrangige Persönlichkeit(en) gehandelt haben. Bei den islamischen Vorstößen in Nordindien blieb das Bauwerk unentdeckt und somit auch unzerstört; von der archäologischen Forschung wurde es erst im Jahre 1956 wahrgenommen und untersucht. Der Tempel wird noch immer zu kultischen Zwecken genutzt.

### Architektur
Der nur wenig gegenüber dem Bodenniveau erhöht stehende Tempel besteht aus vier Bauteilen – einem kleinen Eingangsportikus (mukhamandapa), einer großen Vorhalle (mandapa), einem kleinen Vorraum (antarala) und dem Sanktum (garbhagriha). Die Vorhalle ist etwas größer als der Sanktumsbereich und ist überdies mit einfachen seitlichen Jali-Fenstern ausgestattet; trotzdem wirkt der Tempel – vor allem wegen des einheitlich gestalteten Sockel- und Traufbereichs – insgesamt sehr harmonisch. Die Eingangshalle hat ein – für Indien ungewöhnliches – Satteldach; die Vorhalle ist mit einem mehrfach gestuften Pyramidendach bedeckt und über dem Sanktum erhebt sich ein – im Vergleich zu späteren Bauten – nur wenig gegliederter Shikhara-Turm mit drei seitlichen Begleittürmchen (urushringas). Die Dachaufbauten sind mit Dekorpaneelen (udgamas) verziert und mit gerippten Ringsteinen (amalakas) sowie – in einigen Fällen – auch mit Krügen (kalashas) bekrönt.

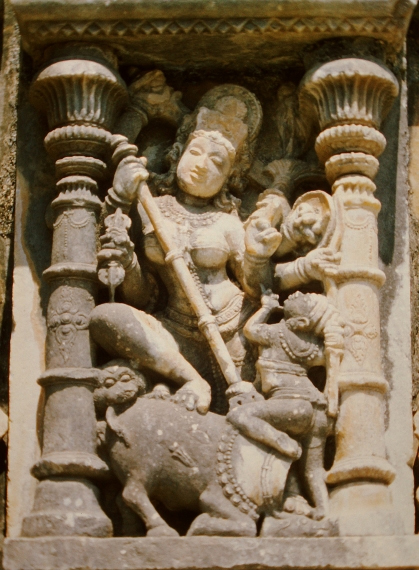
Durga als „Töterin des Büffeldämons“ (mahisasurmardini) innerhalb eines von Säulen gestützten torana; ein Löwe – das Reittier (vahana) der Göttin – hat den vom Dreizack (trishula) Shivas durchbohrten Büffel von hinten gepackt. Der Dämon entspringt in menschlicher Gestalt dem abgeschlagenen Kopf des Büffels und fleht Durga um Gnade an, was ihm jedoch letztlich nichts nützt.

### Skulptur
Der Figurenschmuck des Tempels besteht hauptsächlich aus Götterfiguren in den Außenwandnischen (Shiva, Brahma, Sarasvati, Kubera, Vayu, Chamunda u. a.; Durga erscheint gleich drei Mal als Töterin des Büffeldämons). Daneben zeigen sich auch begleitende „Schöne Mädchen“ (surasundaris) in allerlei Posen sowie Musikantinnen. Zu sehen sind auch einige scheinbar übermächtige Löwenmonster (vyalas), gegen die sich kleine bewaffnete Krieger zur Wehr setzen – eine Metapher für die anhaltende Bedrohung des Menschen durch das Animalisch-Böse und die dadurch bedingte Notwendigkeit zur ständigen Wachsamkeit und Kampfbereitschaft des Menschen. Die Basis (pitha) des Tempels wird gebildet von drei umlaufenden Ebenen – die untere zeigt Fratzen des Löwenmonsters (kirtimukhas); darüber befindet sich eine Reihe von kleinen Elefanten, die scheinbar den Tempel tragen; in der oberen Ebene finden sich sitzende Musikantinnen.
Alle Figuren sind von außergewöhnlicher handwerklicher und künstlerischer Qualität und überdies hervorragend erhalten. Einige Wandnischen sind so dicht mit beinahe vollplastischen Figuren gefüllt, dass es kaum vorstellbar ist, wie dies handwerklich und technisch überhaupt durchgeführt werden konnte.

### Einordnung
Sowohl in Bezug auf seine Architektur als auch hinsichtlich des Figurenstils besteht eine offensichtliche Verwandtschaft des Ambika-Mata-Tempels zu den nur wenige Jahrzehnte späteren, aber schon deutlich größeren Tempeln von Khajuraho (Lakshmana-Tempel, Vishvanatha-Tempel, Kandariya-Mahadeva-Tempel). Obwohl erotische Figuren fehlen, wird der Ambika-Mata-Tempel manchmal als das „Khajuraho Rajasthans“ bezeichnet und es ist gut möglich, dass einige der hier beteiligten Steinmetze später in Khajuraho gearbeitet oder zumindest ihre handwerklich-künstlerischen Kenntnisse und Fähigkeiten über ihre Schüler dorthin weitervermittelt haben.